# Domme, Dordogne

Domme este o comună în departamentul Dordogne din sud-vestul Franței. În 2009 avea o populație de 989 de locuitori.

## Evoluția populației
| An        | 1975 | 1982 | 1990  | 1999 | 2006  | 2009 |
| --------- | ---- | ---- | ----- | ---- | ----- | ---- |
| Populație | 891  | 910  | 1.030 | 987  | 1.036 | 989  |